# Rabí
Rabí är en stad i Tjeckien. Den ligger i regionen Plzeň, i den sydvästra delen av landet, 110 km sydväst om huvudstaden Prag. Rabí ligger 482 meter över havet och antalet invånare är 468.
Terrängen runt Rabí är platt norrut, men söderut är den kuperad. Runt Rabí är det ganska glesbefolkat, med 23 invånare per kvadratkilometer. Närmaste större samhälle är Horažďovice, 7,5 km nordost om Rabí. Omgivningarna runt Rabí är en mosaik av jordbruksmark och naturlig växtlighet.